# Morville (Durbuy)
Morville est un hameau du village de Wéris, dans l'Ardenne belge, en province du Luxembourg (Belgique). Administrativement il fait partie de la commune de Durbuy situé en Région wallonne. Avant la fusion des communes, il faisait partie de la commune de Wéris.

## Situation
Le hameau se situe dans la région calcaire de la Calestienne entre les villages de Wéris (au sud) et de Heyd (au nord-est).
On note la présence de chantoirs dans le hameau.

## Description
Morville est un hameau à dominante agricole avec la présence de plusieurs fermes importantes. Outre plusieurs constructions en pierre calcaire, en grès en ou brique, on remarque aussi l'emploi de colombages sur quelques maisons anciennes.

## Patrimoine
- Dégagé en 1995, le menhir de Morville s'insère parfaitement dans l'alignement principal du 'champ mégalithique de Wéris'. Des pierres de calage attestent de son caractère mégalithique. Il n'a que 80 cm de haut. Après la fouille, il a été déplacé au bord d'un chemin agricole. Il fait partie des Mégalithes du domaine de Wéris.